# Исаченко, Виктор Павлович
Виктор Павлович Исаченко (10 августа 1924 — 14 апреля 1983) — специалист в области теплотехники, доктор технических наук, профессор кафедры теоретических основ теплотехники МЭИ. Участник Великой Отечественной войны.

## Биография
Виктор Павлович Исаченко родился 10 августа 1924 года в семье служащих в городе Керчь Крымской области. Учился в школе, с началом войны, в феврале 1942 года Керченским пересыльным пунктом был призван в Красную армию. В 1942 году был тяжело ранен на фронте. Лечился в госпитале с марта по июль 1942 года.
После госпиталя вновь служил в рядах Красной армии, в 339 стрелковой дивизии, по приказу командования был с июля 1942 по март 1943 года был секретарём бюро ВЛКСМ. С мая
1943 года был назначен заместителем командира роты, а с июля того же года по ноябрь 1943 года служил комсоргом батальона. В августе 1943 году получил звание лейтенанта. За участие в боевых операциях в 1943 году был награждён орденом Красной Звезды, а в 1944 году — орденом Отечественной войны II степени.
В 1943 году Виктор Исаченко вступил в ряды ВКП(б). В ноябре 1943 года в боях под Керчью был тяжело ранен и отправлен на лечение в госпиталь в Сочи. В июле 1944 года был выписан и приказом по Северо-Кавказскому военному округу демобилизован. Ранение привело к инвалидности. По приказу Керченского военкомата был направлен на работу в городской отдел народного образования, там он занялся педагогической деятельностью.
До августа 1945 года работал военруком в школе, инспектором школ по военной подготовке. В августе 1945 года поступил в Московский энергетический институт на энергомашиностроительный факультет, который закончил в 1951 году, получив специальность «инженера-механика по котлостроению». В этом же году зачислен
в аспирантуру МЭИ на кафедру теоретических основ теплотехники.
В 1954 году защитил кандидатскую диссертацию на тему: «Теплоотдача пучков труб в постоянном потоке различных жидкостей». В МЭИ он с 1945 по 1947 год был председателем профбюро энергомашиностроительного факультета, заместителем секретаря партбюро энергомаша, председателем Совета Научного студенческого общества МЭИ.
По окончании аспирантуры Виктор Павлович Исаченко остался работать в МЭИ ассистентом кафедры «Теоретические основы теплотехники». С 1954 по 1955 год и с 1956 по 1957 год был заместителем декана теплоэнергетического факультета. В 1959 году избран доцентом по кафедре «Теоретические основы теплотехники». В этом же году защитил докторскую диссертацию на тему: «Теплообмен при капельной конденсации пара», получил звание профессора этой же кафедры.
В годы работы преподавателем на кафедре теоретических основ теплотехники МЭИ В. П. Исаченко читал лекции, вёл спецкурс для студентов, работал на факультете повышения квалификации преподавателей (ФПКП). Кроме того, он работал в Государственной экзаменационной комиссии, руководил аспирантами. Под руководством В. П. Исаченко в МЭИ было защищено 13 кандидатских диссертаций (А. П. Солодова, Ф. Г. Саломзоды, В. И. Кушнырева, А. П. Мальцева, С. А. Сотскова и др.). В разное время Виктор Павлович Исаченко был членом специализированных квалификационных советов МЭИ и Всесоюзного теплотехнического института (ВТИ), членом секции теплоэнергетики Научно-технического совета Минвуза СССР.
Виктор Павлович Исаченко является автором около 85 научных работ, включая учебник «Теплопередача», который переиздавался на русском, английском и испанском языках.
Виктор Павлович Исаченко скончался 14 апреля 1983 года.

## Труды
- Теплопередача: учебник для студентов энергетических специальностей вузов / В. П. Исаченко, В. А. Осипова, А. С. Сукомел. — 2-е изд., перераб. и доп. — Москва: Энергия, 1969.
- Конвективный теплообмен в однофазной среде. / В. П. Исаченко; М-во высш. и сред. специального образования РСФСР, Моск. энергет. ин-т, Каф. теорет. основ теплотехники; ред. А. П. Солодов. Москва, 1962.
- Экспериментальное исследование теплообмена при охлаждении вертикальной поверхности распылённой жидкостью. Исаченко В. П., Кушнырев В. И,, Гории С. В. Тр. МЭИ Свойства рабочих веществ процессы теплообмена, 1976, вып. 313, с. 90—94.

## Награды и звания
- Орден Красной Звезды (1943)
- Орден Отечественной войны II степени (1944)
- Знак «Отличник энергетики и электрификации СССР».
- Медаль «За оборону Кавказа»
- Медаль «За победу над Германией»